# Vingt Cinq
Vingt Cinq (van het Franse vingt-cinq, 'vijfentwintig') is de hoofdplaats en het grootste dorp van de Agalega-eilanden, een afhankelijk gebied van Mauritius. Het plaatsje telt 250 inwoners en is gelegen in het midden van North Island, net ten zuiden van de kleine luchthaven.
Vingt Cinq heeft een kerk, een school en een hospitaal.
Eilanden: North Island · South Island

Plaatsen: La Fourche · Sainte Rita · Vingt Cinq
Bambous · Beau Bassin-Rose Hill · Centre de Flacq · Mapou · Port Louis · Port Mathurin · Quartier Militaire · Raphael · Rose-Belle · Souillac · Triolet · Vingt Cinq